# Merionoeda catoxelytra
Merionoeda catoxelytra là một loài bọ cánh cứng trong họ Cerambycidae.